# Gonypetini

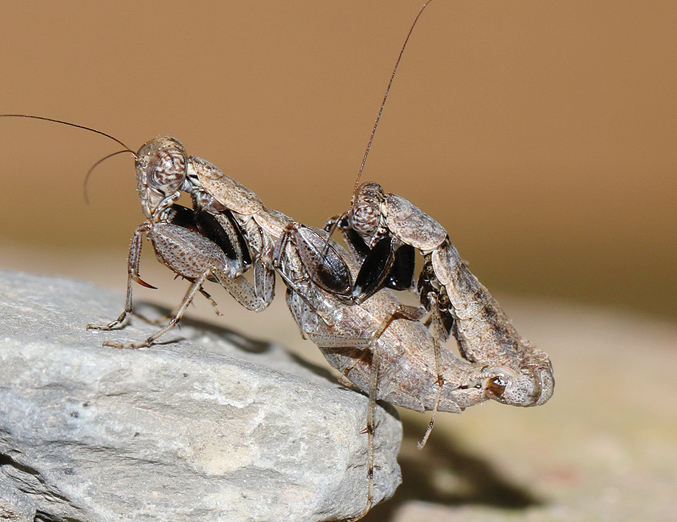
Kopulująca parka Holaptilon brevipugilis z podplemienia Gonypetyllina

Gonypetini – plemię modliszek z rodziny Gonypetidae i podrodziny Gonypetinae. Występują w Starym Świecie.

## Morfologia i zasięg
Modliszki osiągające niewielkie jak na przedstawicieli rzędu rozmiary ciała. Z wyjątkiem rodzajów Theopompa i Paratheopompa skrzydła samic są w różnym stopniu skrócone, a nawet całkiem zanikłe.
Większość przedstawicieli plemienia zamieszkuje krainę orientalną. Dwa rodzaje występują na obszarze krainy palearktycznej, a jeden z nich ponadto w krainie etiopskiej.

## Taksonomia
Takson wyższej rangi od rodzaju Gonypeta wprowadzony został w 1889 roku przez Johna O. Westwooda pod nazwą Gonypetides. W randze plemienia w obrębie podrodziny Gonypetinae i rodziny Gonypetidae wprowadzony został w systemie Christiana J. Schwarza i Rogera Roya z 2019 roku.
Plemię to obejmuje 17 rodzajów, sklasyfikowanych w czterech podplemionach:
- Compsomantina Giglio-Tos, 1915
  - Compsogusa Schwarz, 2021
  - Compsomantis Saussure, 1872
- Gonypetina Westwood, 1889
  - Bimantis Giglio-Tos, 1915
  - Dimantis Giglio-Tos, 1915
  - Elaea Stal, 1877
  - Elmantis Giglio-Tos, 1915
  - Gimantis Giglio-Tos, 1915
  - Gonypeta Saussure, 1869
  - Gonypetoides Beier, 1942
  - Memantis Giglio-Tos, 1915
  - Myrcinus Stal, 1877
- Gonypetyllina Schwarz et Roy, 2019
  - Armeniola Giglio-Tos, 1915
  - Gonypetyllis Wood-Mason, 1891
  - Holaptilon Beier, 1964
- Humbertiellina Brunner de Wattenwyl, 1893
  - Humbertiella Saussure, 1869
  - Paratheopompa Schwarz et Ehrmann, 2017
  - Theopompa Stal, 1877